# Stanisław Sławski (1841–1913)
Stanisław Sławski (ur. 1841 w Zamościu pod Szamotułami, zm. 13 stycznia lub 9 września 1913 w Poznaniu) – polski prawnik, powstaniec styczniowy.
Syn Sylwestra i Teresy z Goldmanów. Ukończył Gimnazjum Marii Magdaleny w Poznaniu. W latach 1858–1859 studiował prawo na Uniwersytecie Humboldtów w Berlinie, a potem jeszcze dwa lata na Uniwersytecie Wrocławskim. Po studiach wrócił do Poznania i został tu asesorem sądowym. Staż w sądzie przerwał na wieść o wybuchu powstania styczniowego. Przekradłszy się przez granicę zaborów, dołączył do wojsk powstańczych. Po upadku powstania wrócił do Poznania i dokończył staż. W 1870 powołany został pod broń jako rezerwista. W wojnie francusko-pruskiej (1870-1871) dotarł prawie do Paryża, ale wrócił znacznie osłabiony zdrowotnie. 
W 1871 nominowany na sędziego w sądzie w Szamotułach, gdzie osiadł z poślubioną w 20 lipca 1869 w Poznaniu Konstancją Ziołecką oraz córką Matyldą. Przebywał tam do 1879, kiedy to otrzymał stanowisko sędziowskie w Sądzie Ziemiańskim (Landes-Gericht) w Poznaniu. Powołany został później na przewodniczącego Izby do spraw Handlowych, funkcję tę pełniąc przez następnych 20 lat. Był jedynym w Poznaniu sędzią-Polakiem, powołanym na przewodniczącego komisji egzaminacyjnej na tłumaczy przysięgłych. W 1892 władze miejskie powołały go na członka Deputacji Szkolnej, gdzie również pracował przez następne 20 lat. Cieszył się zaufaniem arcybiskupa Floriana Stablewskiego, udzielając mu licznych porad prawnych. W 1906 przeszedł na emeryturę, otrzymując Order Orła Czerwonego III klasy. 
Był namawiany do kandydowania do parlamentu pruskiego, czego jednak odmawiał. W miejsce tego cały wolny czas poświęcił badaniom dawnego prawa polskiego, głosząc w tym zakresie liczne prelekcje i wykłady. Od 1894 do śmierci był członkiem PTPN. Był bibliofilem i zgromadził pokaźny księgozbiór prawniczy. 
W 1890 nabył niewielką kamienicę na ul. Zamkowej 5, blisko narożnika Starego Rynku, gdzie mieszkał aż do śmierci w 1913. 
Był ojcem sześciorga dzieci: Matyldy, Rogera (architekta), Zofii-Konstancji, Marii Wicherkiewicz (artystki), Stanisława (prawnika) i Jana.